# Jonny Evans
Jonathan "Jonny" Grant Evans (Belfast, 2 de janeiro de 1988) é um ex-futebolista norte-irlandês que atuava como zagueiro.

## Carreira no clube

### Manchester United
Evans foi descoberto enquanto jogava pelo Greenisland F.C., o mesmo clube que seus irmãos mais novos, Corry e Craig Cathcart, jogavam antes de se mudarem para o Manchester United. Aos nove anos, ele foi convidado para participar do Centro de Excelência do Manchester United em Belfast, antes de ser chamado para um teste em Manchester um ano depois. Mudanças nas regras da The Football Association na época significavam que os clubes estavam limitados a jogadores que moravam a até 90 minutos de viagem do clube, então as oportunidades de Evans eram limitadas. No entanto, sua família logo se mudou para Manchester, permitindo que Evans treinasse em tempo integral com o Manchester United. Ele progrediu pela academia do Manchester United, participando de dois dos três jogos do clube durante a turnê de verão de 2006 pela África do Sul, além de amistosos domésticos contra Celtic e Preston North End, e no Amsterdam Tournament contra Ajax.

#### Empréstimo para o Royal Antwerp
Ao lado dos companheiros jovens Darron Gibson, Danny Simpson e Fraizer Campbell, Evans passou a primeira metade da temporada 2006–07 emprestado ao Royal Antwerp, clube afiliado ao Manchester United na Bélgica.

#### Empréstimos para o Sunderland
Em dezembro de 2006, ele concordou em se juntar ao Sunderland por empréstimo na janela de transferências de janeiro, até o final da temporada 2006–07, novamente ao lado de Danny Simpson. A dupla ajudou o Sunderland a conquistar o título da Championship, com Evans recebendo o prêmio de Jogador Jovem do Ano do clube no final da temporada. O técnico do Sunderland, Roy Keane, estava esperançoso em renovar o empréstimo de Evans após a promoção para a Premier League, embora o United tenha optado por mantê-lo para buscar um lugar na equipe principal.
Evans acabou retornando ao Sunderland para um segundo período de empréstimo em 4 de janeiro de 2008 e foi imediatamente integrado ao elenco principal em uma derrota por 3 a 0 para o Wigan Athletic na FA Cup. Ele jogou os 90 minutos, mas foi criticado pelo segundo gol do Wigan no jogo, no qual perdeu a bola na entrada de sua própria área, resultando em um gol contra desviado por Paul McShane. Com 15 aparições na liga, Evans ajudou o Sunderland a evitar o rebaixamento para a Championship.[carece de fontes?]

#### 2007–2011
Evans fez sua estreia pelo Manchester United em 26 de setembro de 2007 contra o Coventry City na Copa da Liga, que terminou com uma derrota por 2–0. Ele então apareceu como substituto tardio de Gerard Piqué em um jogo da UEFA Champions League em casa contra o Dynamo Kyiv em 7 de novembro de 2007, garantindo a classificação do Manchester United para a fase eliminatória da competição. Posteriormente, ele fez sua primeira titularidade na Liga dos Campeões em 12 de dezembro de 2007 contra a Roma.[carece de fontes?]
Evans estreou na liga pelo United em um empate por 1–1 com o Chelsea em 21 de setembro de 2008, substituindo o suspenso Nemanja Vidić. Em dezembro de 2008, Evans fez duas aparições como substituto na Copa do Mundo de Clubes da FIFA, incluindo uma na final, depois que Vidić foi expulso logo após o intervalo. Evans continuou a substituir ao longo do restante da temporada, aparecendo em vários jogos da liga e na final da Copa da Liga.[carece de fontes?]
No início da temporada de futebol de 2010–11, Evans se tornou uma presença regular na equipe do United, fazendo parceria com Vidić no centro da defesa na ausência do lesionado Rio Ferdinand. Em 19 de março de 2011, Evans lesionou o meio-campista do Bolton Wanderers, Stuart Holden, com um carrinho que inicialmente o afastou por seis meses, embora tenha causado, eventualmente, o afastamento do internacional dos Estados Unidos por 22 meses. Apesar de Evans ter recebido um cartão vermelho direto pelo carrinho, o Manchester United venceu o jogo por 1–0 com um gol de Dimitar Berbatov.

#### 2011–2015
Antes do início da temporada 2011–12, Evans recebeu a camisa número 6 depois que Wes Brown foi transferido para o Sunderland. Em 14 de agosto, ele vestiu sua nova camisa pela primeira vez na vitória por 2 a 1 do United sobre o West Bromwich Albion, entrando no lugar do lesionado Vidić aos 52 minutos, em The Hawthorns. Em 23 de outubro, foi expulso na derrota por 6 a 1 do United contra o Manchester City após derrubar Mario Balotelli em um desafio de último homem. Evans fez sua 100ª aparição pelos Red Devils em 30 de novembro, jogando os 120 minutos completos enquanto o United perdia por 2 a 1 para o Championship Crystal Palace nas quartas de final da Copa da Liga. Em 18 de março de 2012, ele marcou seu primeiro gol pelo United, abrindo o placar em uma vitória por 5 a 0 fora de casa contra o Wolverhampton Wanderers. Evans perdeu os três últimos jogos da temporada devido a uma lesão no pé.
Após passar por uma cirurgia para reparar uma lesão no tornozelo no final da temporada anterior, Evans não pôde começar seu treinamento de pré-temporada até o início de agosto. Evans marcou seu segundo gol pelo clube em uma vitória por 3 a 0 fora de casa contra o Newcastle United em 7 de outubro de 2012, cabeceando para casa após um escanteio de Robin van Persie. Em 23 de outubro, ele marcou seu primeiro gol na Liga dos Campeões da UEFA e o primeiro em Old Trafford, empurrando para casa o empate por 2 a 2 em uma vitória por 3 a 2 sobre o Braga. Evans marcou seu terceiro gol da temporada em 24 de novembro de 2012, cabeceando o empate a partir de um escanteio para iniciar a virada por 3 a 1 contra o Queens Park Rangers em Old Trafford. Em 21 de dezembro de 2012, Evans assinou um novo contrato com o United que o manteria no clube até junho de 2016. Ele marcou seu terceiro gol na liga da temporada e o quarto no geral no Dia de Boxe em uma vitória por 4 a 3 contra o Newcastle, empurrando para casa depois que o chute de Javier Hernández foi defendido por Tim Krul. Evans marcou um gol contra momentos depois, virando contra a própria meta um cruzamento de seu ex-colega de equipe no United, Antuérpia e Sunderland, Danny Simpson.
Em 4 de março de 2015, o atacante do Newcastle, Papiss Cissé, cuspiu em Evans depois que Evans cuspiu na direção de Cissé após uma altercação. Nenhum dos jogadores foi punido pelo árbitro durante o jogo, embora ambos tenham sido acusados pela FA após revisão. Evans negou a acusação e disse: "Gostaria de deixar claro que não cuspi em Papiss Cissé. Ao acordar esta manhã, estou chocado ao ter visto a cobertura da mídia do jogo de ontem à noite". Ele foi suspenso por seis jogos em 7 de março,
```
com Cissé suspenso por sete devido a uma suspensão anterior.
[
21
]
```

### West Bromwich Albion
Evans assinou com o clube da Premier League, West Bromwich Albion, por uma taxa não divulgada em 29 de agosto de 2015. Ele fez sua estreia pelo clube em 12 de setembro de 2015 em um empate sem gols contra o Southampton. Em 2 de janeiro de 2016, Evans marcou seu primeiro gol pelo West Brom em uma vitória por 2 a 1 sobre o Stoke City. Em 15 de maio de 2016, antes do último jogo da temporada, ele recebeu o prêmio de Jogador da Temporada pelos jogadores pelo seu desempenho na primeira temporada no clube.
Ele teve que esperar muito tempo por seu próximo gol, que veio em uma vitória por 3 a 1 sobre o Watford em 3 de dezembro de 2016. Seu próximo gol veio em uma derrota por 2 a 1 contra o Swansea no último jogo da temporada.
Em julho de 2017, após a saída do capitão do clube, Darren Fletcher, para o Stoke City, Evans foi confirmado como capitão permanente pelo treinador Tony Pulis. Ele marcou seu primeiro gol da temporada em 30 de setembro de 2017 em um empate por 2 a 2 contra o Watford, marcando de cabeça como havia feito dez meses antes contra o mesmo adversário. Seu segundo gol da temporada foi contra o Brighton em casa em 13 de janeiro de 2018, trazendo a primeira vitória da sua equipe na liga em cinco meses e 20 jogos.

### Leicester City
Em junho de 2018, o Leicester City acionou a cláusula de liberação por rebaixamento de £3,5 milhões no contrato de Evans com o West Brom. Ele assinou um contrato de três anos com os Foxes, e estreou pelo Leicester em uma vitória por 2 a 0 sobre o Wolverhampton Wanderers em 18 de agosto de 2018. Ele marcou seu primeiro gol pelo clube em uma derrota por 4 a 1 para o Crystal Palace em 23 de fevereiro de 2019.
Evans fez sua 400ª aparição no futebol inglês em 12 de julho de 2020 e marcou um gol contra em uma derrota por 4 a 1 fora de casa para o AFC Bournemouth na Premier League.
Antes da temporada 2022–23, Evans foi nomeado capitão após a saída do capitão anterior, Kasper Schmeichel.

### Retorno ao Manchester United
Após treinar com o Manchester United após sua saída do Leicester no final da temporada 2022–23, foi anunciado em 18 de julho que Evans havia assinado um contrato de curto prazo com o clube, permitindo-lhe viajar com o elenco para um amistoso de pré-temporada contra o Lyon em Edimburgo. Em 1º de setembro, foi anunciado que Evans havia assinado um contrato de um ano com o clube. Dois dias depois, ele fez sua estreia de retorno contra o Arsenal como substituto, onde o chute de Declan Rice desviou nele nos acréscimos, tornando-se 2 a 1, em uma partida que terminou com derrota por 3 a 1. Após uma lesão de Lisandro Martínez, Evans recebeu sua primeira titularidade da temporada em 23 de setembro em uma vitória por 1 a 0 contra o Burnley, com Evans contribuindo para o gol da vitória marcado por Bruno Fernandes. Isso também marcou sua 200ª aparição pelo clube em todas as competições.

## Seleção Norte-Irlandesa
Estreou pela Seleção Norte-Irlandesa principal em 5 de setembro de 2006 ante a Espanha válida pela Qualificação para a Euro de 2008.
Ele fez parte do elenco da Seleção Norte-Irlandesa de Futebol da Eurocopa de 2016.

## Títulos
Sunderland
- Football League Championship: 2006–07

Manchester United
- Copa do Mundo de Clubes da FIFA: 2008
- Premier League: 2008–09, 2010–11 e 2012–13
- Copa da Liga Inglesa: 2008–09 e 2009–10
- Supercopa da Inglaterra: 2010, 2011 e 2013
- Copa da Inglaterra: 2023–24

Leicester City
- Copa da Inglaterra: 2020–21
- Supercopa da Inglaterra: 2021